# Гвоздев (Винницкая область)
Гвоздев (укр. Гвоздів) — село на Украине, находится в Немировском районе Винницкой области.
Код КОАТУУ — 0523087802. Население по переписи 2001 года составляет 65 человек. Почтовый индекс — 22846. Телефонный код — −4331.
Занимает площадь 0,33 км².

## История
Село образовано в 1949 году из левобережной части села Рогозна.

## Адрес местного совета
22846, Винницкая область, Немировский р-н, с. Соколец